# Relatieve Sterkte (technische analyse)

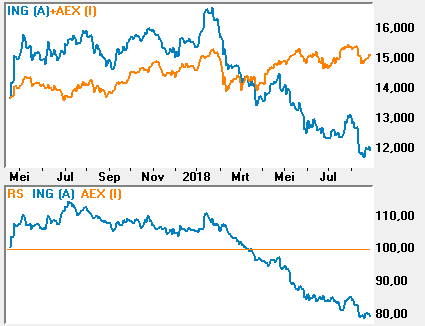
Twee representatie-varianten van Relatieve Sterkte. Boven: ING t.o.v. AEX-index met geïndexeerde schaal. Onder: AEX-index = 100%-lijn.

De Relatieve Sterkte (RS) is een technische analyse hulpmiddel, dat van een fonds het koersverloop weergeeft ten opzichte van een tweede fonds. Dit kan bijvoorbeeld een ander aandeel zijn of een index. De Relatieve Sterkte dient niet verward te worden met de Relatieve Sterkte Index (RSI). Er bestaat ook geen relatie tussen beide.
Een veel gebruikte methode om de relatieve sterkte tussen twee fondsen weer te geven is om  het tweede fonds als een horizontale lijn (100%) weer te geven. Het eerste fonds slingert zich hier omheen. Een stijging van de lijn duidt op een versterking van fonds 1 t.o.v. fonds 2  een daling op een verzwakking.
De RS  wordt vaak gebruikt in momentum-strategieën. Bijvoorbeeld om binnen een index de op dat moment sterkste -of zwakste- deelnemers te selecteren.
Een andere mogelijkheid is om twee of meerdere fondsen over elkaar heen te trekken met een zelfde schaal en de fondsen met een correctiefactor te normaliseren (bijv. vanaf het beginpunt). Dit geeft een goed beeld van het gedrag van meerdere fondsen t.o.v. elkaar.